# پیشی میشی
پیشی میشی فیلمی در ژانر کمدی و خانوادگی به کارگردانی حسین قناعت و تهیه‌کنندگی احمد احمدی، نویسندگی حسین قناعت و احمد احمدی محصول سال ۱۳۹۸ است.